# Alan Ruschel
Alan Luciano Ruschel (Nova Hartz, Río Grande del Sur, 23 de agosto de 1989) es un futbolista brasileño que juega en la demarcación de defensa y su equipo es el EC Juventude del Campeonato Brasileño de Serie A. Fue uno de los tres jugadores del club Chapecoense que sobrevivió a la tragedia del vuelo 2933 de LaMia, de los cuales es el único que todavía sigue activo deportivamente.

## Tragedia aérea
Es uno de los 6 sobrevivientes del vuelo 2933 de LaMia del 28 de noviembre de 2016, donde el Chapecoense partía hacia Medellín, Colombia, para disputar el partido de ida de la Final de la Copa Sudamericana 2016 contra Atlético Nacional. Pero el avión que trasladaba al plantel no llegó a destino, ya que se terminó estrellando contra el Cerro El Gordo, cerca del aeropuerto de Medellín, tras no contar con el combustible suficiente para realizar el viaje. Este accidente significó una tragedia ya que 71 personas perdieron la vida de las 77 que iban a bordo, entre ellos futbolistas, miembros del cuerpo técnico y dirigentes (entre los que se encontraba el presidente) del Chapecoense, periodistas de distintos medios que iban a cubrir el partido y tripulantes del vuelo. 
En la madrugada del 29 de noviembre, Ruschel fue hallado por los rescatistas, siendo el primer sobreviviente encontrado. Rápidamente fue trasladado a un hospital e  intervenido quirúrgicamente por múltiples traumas y también por avulsión en las extremidades, además de una luxo fractura en la columna. Cuando lo rescataron estaba consciente y preguntaba por su familia.

## Clubes
| Club                         | País   | Año       |
| ---------------------------- | ------ | --------- |
| E. C. Juventude              | Brasil | 2008-2013 |
| E. C. Pelotas (cedido)       | Brasil | 2010-2011 |
| Luverdense E. C. (cedido)    | Brasil | 2011      |
| Chapecoense                  | Brasil | 2013      |
| S. C. Internacional          | Brasil | 2014-2017 |
| Atlético Paranaense (cedido) | Brasil | 2015-2016 |
| Chapecoense (cedido)         | Brasil | 2016-2017 |
| Chapecoense                  | Brasil | 2018-2021 |
| Goiás E. C. (cedido)         | Brasil | 2019      |
| Cruzeiro E. C.               | Brasil | 2021      |
| América Mineiro (cedido)     | Brasil | 2021      |
| Londrina E. C.               | Brasil | 2022      |
| EC Juventude                 | Brasil | 2023-     |

## Palmarés

### Campeonatos regionales
| Título            | Club                | Región             | Año  |
| ----------------- | ------------------- | ------------------ | ---- |
| Copa FGF          | E. C. Juventude     | Río Grande del Sur | 2012 |
| Campeonato Gaúcho | S. C. Internacional | Río Grande del Sur | 2014 |
| Campeonato Gaúcho | S. C. Internacional | Río Grande del Sur | 2015 |

### Campeonatos nacionales
| Título  | Club        | País   | Año  |
| ------- | ----------- | ------ | ---- |
| Serie B | Chapecoense | Brasil | 2020 |

### Campeonatos internacionales
| Título            | Club        | Sede     | Año  |
| ----------------- | ----------- | -------- | ---- |
| Copa Sudamericana | Chapecoense | Colombia | 2016 |